# رجل الذئب الألبي
رجل الذئب الألبي (الاسم العلمي:Lycopodium alpinum) هو نوع من النباتات يتبع جنس رجل الذئب من فصيلة الرجل ذئبية.